# واکلاسکوگور
واکلاسکوگور (به لاتین: Vaglaskógur) یک جنگل در ایسلند است که در Fnjóskadalur, Iceland واقع شده‌است.